# NGC 453
NGC 453 este o stea triplă situată în constelația Peștii. A fost descoperită în 10 noiembrie 1881 de către Édouard Stephan.